# Wielka Wieś
Wielka Wieś è un comune rurale polacco del distretto di Cracovia, nel voivodato della Piccola Polonia.
Ricopre una superficie di 48,1 km² e nel 2004 contava 9 183 abitanti.